# Internationale Filmfestspiele Berlin 2000
Die 50. Internationalen Filmfestspiele Berlin fanden vom 9. Februar bis zum 20. Februar 2000 statt.

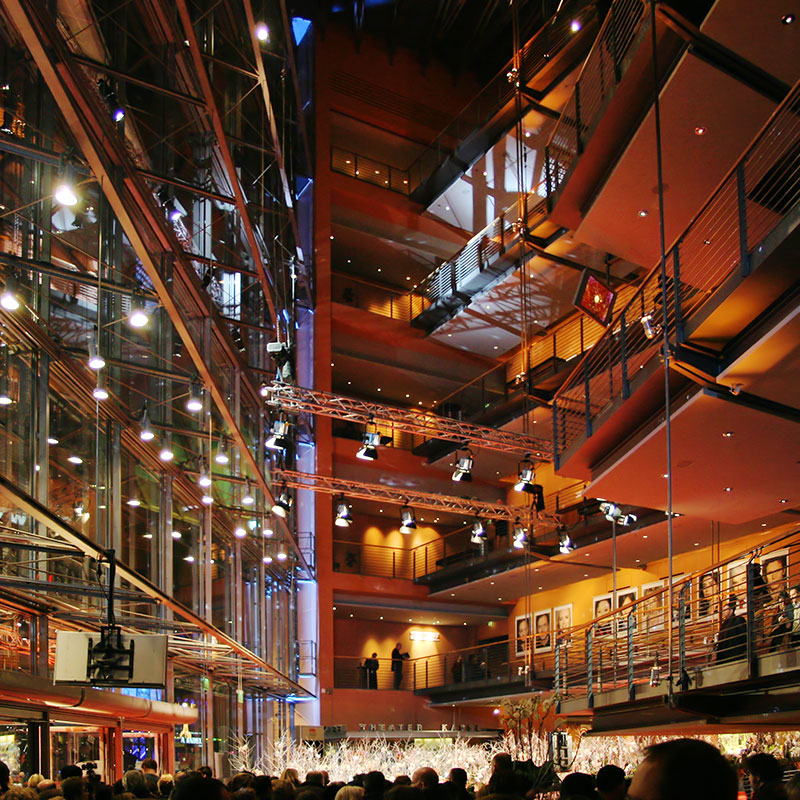
Berlinale Palast

Die Jubiläums-Berlinale wurde vor allem durch den Umzug auf den Potsdamer Platz geprägt. Das Theater am Potsdamer Platz, wo das restliche Jahr Musicals gespielt werden, wurde für die Zeit der Berlinale in „Berlinale Palast“ umgetauft und Spielort für alle Premieren des Wettbewerbes. Als neue Spielorte kamen das „Cinemaxx“ und das „Cine Star“ im „Sony Center“ hinzu. Das alte Premierenkino des Wettbewerbes „Zoo Palast“ wurde Spielort für die Premieres des Kinderfilmfestes und von „Panorama Spezial“.

## Sektion Wettbewerb
Folgende Filme stellten sich im Jahr 2000 im Programm des offiziellen Wettbewerbs dem Urteil der internationalen Jury:
| Filmtitel                                | Regisseur            | Produktionsland                         | Darsteller (Auswahl)                               |
| An jedem verdammten Sonntag              | Oliver Stone         | USA                                     | Al Pacino, Cameron Diaz, Dennis Quaid              |
| The Beach                                | Danny Boyle          | USA, Großbritannien                     | Leonardo DiCaprio, Tilda Swinton, Virginie Ledoyen |
| Dokuritsu shonen gasshoudan              | Akira Ogata          | Japan                                   |                                                    |
| Heimweg – The Road Home                  | Zhang Yimou          | VR China                                | Zhang Ziyi                                         |
| Hurricane                                | Norman Jewison       | USA                                     | Denzel Washington                                  |
| Love me                                  | Laetitia Masson      | Frankreich                              | Sandrine Kiberlain, Johnny Hallyday                |
| Magnolia                                 | Paul Thomas Anderson | USA                                     | Julianne Moore, Tom Cruise, Philip Seymour Hoffman |
| Mayis sikintisi                          | Nuri Bilge Ceylan    | Türkei                                  |                                                    |
| Das Meer                                 | Agustí Villaronga    | Spanien                                 |                                                    |
| The Million Dollar Hotel*                | Wim Wenders          | Deutschland, Großbritannien, USA        | Milla Jovovich, Mel Gibson, Amanda Plummer         |
| Der Mondmann                             | Miloš Forman         | Großbritannien, Deutschland, Japan, USA | Jim Carrey, Danny DeVito                           |
| Nebeska udica                            | Ljubiša Samardžić    | Jugoslawien, Italien                    |                                                    |
| Paradiso – Sieben Tage mit sieben Frauen | Rudolf Thome         | Deutschland                             | Hanns Zischler, Cora Frost, Adriana Altaras        |
| Prime luci dell’alba                     | Lucio Gaudino        | Italien                                 | Laura Morante                                      |
| Die russische Revolte                    | Alexander Proschkin  | Russland, Frankreich                    | Mateusz Damięcki                                   |
| Signs & Wonders                          | Jonathan Nossiter    | Frankreich                              | Stellan Skarsgård, Charlotte Rampling              |
| Die Stille nach dem Schuss               | Volker Schlöndorff   | Deutschland                             | Bibiana Beglau, Martin Wuttke, Nadja Uhl           |
| Der talentierte Mr. Ripley               | Anthony Minghella    | USA                                     | Matt Damon, Gwyneth Paltrow, Jude Law              |
| Tropfen auf heiße Steine                 | François Ozon        | Frankreich                              | Bernard Giraudeau                                  |
| You shi tiaowu                           | Stanley Kwan         | Japan, Hongkong, VR China               | Takao Ōsawa, Shu Qi                                |
| Das Zimmer der Zauberinnen               | Claude Miller        | Frankreich                              | Anne Brochet, Mathilde Seigner                     |

* = Eröffnungsfilm

## Internationale Jury
Präsidentin der internationalen Jury war in diesem Jahr die chinesische Schauspielerin Gong Li. Unter ihrer Führung wählten folgende Jurymitglieder die Preisträger aus:
Lissy Bellaiche (Dänemark), Peter W. Jansen (Deutschland), Jean Lefebvre (Kanada), Marisa Paredes (Spanien), Jean-Louis Piel (Frankreich), Walter Salles (Brasilien), Maria Schrader (Deutschland), Andrzej Wajda (Polen).

## Preisträger

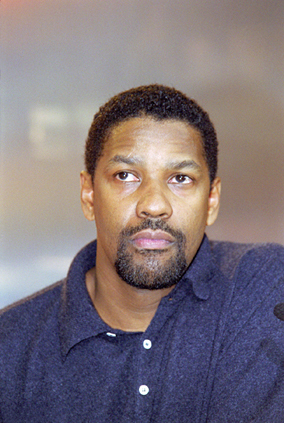
Denzel Washington

- Goldener Bär: Der Goldene Bär ging in diesem Jahr an Paul Thomas Anderson für seinen Film Magnolia.
- Silberne Bären wurde in folgenden Kategorien vergeben:
  - Großer Preis der Jury: für den chinesischen Regisseur Zhang Yimou
  - Beste Regie: Miloš Forman
  - Beste Schauspielerin: Bibiana Beglau und Nadja Uhl – beide im Film Die Stille nach dem Schuss von Volker Schlöndorff
  - Bester Schauspieler: Denzel Washington in Hurricane
  - Preis der Jury: Wim Wenders für Million Dollar Hotel
  - Preis für eine herausragende künstlerische Leistung: für das Schauspielerensemble in Paradiso – Sieben Tage mit sieben Frauen

## Sektion Panorama
Den Panorama-Publikumspreis erhielt in diesem Jahr der französische Film Uneasy Rider (Nationale 7) von Jean-Pierre Sinapi. Den Preis der Ökumenischen Jury erhielt der Film Botín de guerra von David Blaustein. Weitere herausragende Produktionen im Panoramaprogramm waren: Saltwater von Conor McPherson, Echo von Frédéric Roullier-Gall und Die Schuld von Krzysztof Krauze.

## Goldener Ehrenbär
Den Goldenen Ehrenbären für ihr Lebenswerk erhielt die französische Schauspielerin Jeanne Moreau. Sie wurde außerdem mit einer Retrospektive ihrer besten Filme geehrt.

## Weitere Preisträger
- Gläserner Bär: Tsatsiki – Tintenfische und erste Küsse von Ella Lemhagen
- Teddy Award (Dokumentarfilm): Paragraph 175 von Rob Epstein und Jeffrey Friedman
- Teddy Award (Spielfilm): Tropfen auf heiße Steine von François Ozon
- Alfred-Bauer-Preis: Dokuritsu shonen gasshoudan von Akira Ogata
- Der Blaue Engel: Die Stille nach dem Schuss von Volker Schlöndorff
- FIPRESCI-Preis (Wettbewerb): Das Zimmer der Zauberinnen von Claude Miller
- FIPRESCI-Preis (Forum): Monday von Hiroyuki Tanaka und Paragraph 175 von Rob Epstein und Jeffrey Friedman
- Preis der ökumenischen Jury (Wettbewerb): Heimweg – The Road Home von Zhang Yimou
- Preis der ökumenischen Jury (Forum): Cinéma Vérité: Defining the Moment von Peter Wintonick und Die großen Ferien von Johan van der Keuken
- Preis der ökumenischen Jury (Panorama): Kriegsbeute von David Blaustein
- Caligari-Filmpreis (Forum): Das Frühlingstreffen von Dimos Avdeliodis
- Manfred-Salzgeber-Preis: Das Meer von Agustí Villaronga
- Wolfgang-Staudte-Preis: Marschall Titos Geist (Maršal) von Vinko Brešan